# Big Comic Spirits
Big Comic Spirits (jap. ビッグコミックスピリッツ, Biggu Komikku Supirittsu) ist ein japanisches Manga-Magazin, das sich an junge Männer richtet (Seinen). Schwestermagazine sind Big Comic, Big Comic Original und Big Comic Superior.
Das Magazin erscheint monatlich beim Shōgakukan-Verlag zu einem Preis von 260 Yen. Den Hauptteil des Magazins machen verschiedene Kapitel von Manga-Serien und Manga-Kurzgeschichten aus. Diese handeln oft von erwachsenen Männern, die arbeiten und in einer Liebesbeziehung leben. Auch Serien mit erotischen Inhalten, wie Believers, und erfolgreiche Science-Fiction-Manga wie 20th Century Boys erscheinen im Magazin.
Bei seiner Gründung 1980 erschien Big Comic Spirits mit zwei Ausgaben im Monat. Zunächst war das Magazin noch nicht sonderlich erfolgreich, dies änderte sich erst durch den Start von Rumiko Takahashis Erfolgsserie Maison Ikkoku. Seit April 1986 erscheint Big Comic Spirits jede Woche am Montag. 2005 hatte es eine durchschnittliche Auflage von ungefähr 417.000 Stück pro Ausgabe, ein Rückgang um 9,5 % gegenüber dem Vorjahr.

## Veröffentlichte Manga-Serien (Auswahl)

### Fortlaufend
- Asadora! von Naoki Urasawa
- Burning Hell von Youn In-wan und Yang Kyung-il
- Naguruzo von Sensha Yoshida
- Sekido von Yasuhito Yamamoto
- Oishimbo von Akira Hanasaki und Tetsu Kariya
- Insomniacs After School von Makoto Ojiro

### Abgeschlossen / nicht mehr im Magazin
- π von Usamaru Furuya
- 20th Century Boys von Naoki Urasawa
- Asatte Dance von Naoki Yamamoto
- Believers von Naoki Yamamoto
- Bokura wa minna ikite iru von Naoki Yamamoto
- Chocolat von Eisaku Kubonouchi
- Eight von Atsushi Kamijō
- Gallery Fake von Fujihiko Hosono
- Gekka no Kishi von Jun'ichi Nojo
- Go! Go! Heaven! von Shinji Obara und Yuko Umino
- Hanaotoko von Taiyō Matsumoto
- Happa 64 von Naoki Yamamoto
- Happy! von Naoki Urasawa
- Hassuru von Makoto Isshiki
- Heaven? von Noriko Sasaki
- I Am a Hero von Kengo Hanazawa
- Ii Hito von Shin Takahashi
- J-Boy von Jun'ichi Nojo
- Die linke Hand Gottes und die rechte Hand des Teufels von Kazuo Umezu
- Ketzer – Tödliches Wissen über die Bewegungen der Erde von Uoto
- Living Game von Mochiru Hoshisato
- Maison Ikkoku von Rumiko Takahashi
- Ping Pong von Taiyō Matsumoto
- She, The Ultimate Weapon von Shin Takahashi
- Subaru von Masahito Soda
- Tanabata no Kuni von Hitoshi Iwaaki
- Tokyo Daigaku Monogatari von Tatsuya Egawa
- Tokyo Love Story von Fumi Saimon
- Yawara! von Naoki Urasawa
- Uzumaki von Junji Itō